# راحب علی‌اف
راحب علی‌اف (ترکی آذربایجانی: Rahib Əliyev) (۱۲ ژوئیهٔ ۱۹۴۵ - ۲۸ مارس ۲۰۲۴) بازیگر فیلم و تئاتر اهل جمهوری آذربایجان و دارای نشان افتخاری «هنرمند برجسته» آذربایجان بود. وی در سال ۱۹۴۵، در شهر باکو به دنیا آمد و در سال ۲۰۲۴ در همان شهر درگذشت.

## زندگی‌نامه
راحب علی‌اف در ۱۲ ژوئیه سال ۱۹۴۵، در شهر چشم به دنیا گشود. وی از عنفوان کودکی اش در «مخافل درام» که در دوران شوروی در سرتاسر اتحادیه فعالیت داشت، بازیگری می‌کرده و نقش‌های به‌یادماندنی فراوانی ایفا می‌نموده‌است. وی در سال ۱۹۶۵ وارد دانشکدهٔ درام- فیلم دانشگاه دولتی تئاتر آذربایجان شده و در سال ۱۹۶۹ از آن دانش‌آموخته شد.
در سال ۱۹۶۷، یعنی در دوران دانشجویی‌اش از وی به تئاتر دولتی تماشاگران جوان جمهوری آذربایجان دعوت شد. از آن روز تا زمان مرگ در همان تئاتر مشغول به کار بود. تاریخ شروع کارنامه وی به‌طور رسمی از ۱۸ سپتامبر سال ۱۹۶۸ به حساب می‌آید.

## فعالیت
راحب علی اف بیش از ۷۰ نقش در صحنه تئاتر دولتی تماشاگران جوان جمهوری آذربایجان ایفا کرده‌است. شخصیت‌های «جبی»، «وزیر»، «عاشیق»، «میرزا سلمان»، «لباس نظامی پوشیده»، «باباشف»، «روباه»، «پدربزرگ»، «جهان‌دیده»، «اسماعیل»، «ملا اسدالله»، «ملا خداوردی»، «کرملی»، «بکیر انیشته»، «فرجف»، «آرامیش آشوتویچ»، «آنجلو»، «پیرمرد»، «رحیم» و غیره… که وی عهده‌دار ایفای آنها بود، از الگوهای ارزندهٔ و لاینفک کارمانه بازیگری‌اش تلقی می‌گردد. در طول عمر حرفه‌ای راحب علی اف که بالغ بر ۶۶ سال است، جوایز، مدارک افتخاری و نشان‌های متعددی به وی اهدا شده‌است.
در سال ۲۰۱۵، ۷۰-امین سالروز راحب علی اف در صحنه تئاتر دولتی تماشاگران جوان جمهوری آذربایجان برگزار شد.

## جوایز و نشان‌ها
- در سال ۲۰۰۶، در پاس خدمات راحب علی اف در تئاتر آذربایجان نام افتخاری هنرمند برجسته آذربایجان به وی اعطاء گردید.[۴]
- در سال‌های ۲۰۱۱، ۲۰۱۳، ۲۰۱۴، ۲۰۱۵، ۲۰۱۶، ۲۰۱۷ و ۲۰۱۸، جایزه رئیس‌جمهوری آذربایجان به راحب علی اف اهدا شد.[۵][۶][۷][۸][۹][۱۰][۱۱]
- در سال ۲۰۱۵، نشان «هنرمند» «اتحادیه هنرمندان تئاتری جمهوری آذربایجان» به راحب علی اف اهدا شد.[۱۲]
- در ۱۰ دسامبر سال ۲۰۱۸، به مناسبت ۹۰- امین سالروز تأسیس تئاتر دولتی تماشاگران جوان جمهوری آذربایجان نشان «ترقی» به راحب علی اف در ازای خدمات وی در توسعه و پیشرفت تئاتر در آذربایجان اعطاء گردید.[۱۳]